# Just a Woman (album)
| Recensione | Giudizio |
| ---------- | -------- |
| AllMusic   | [ 2 ]    |

Just a Woman è un album in studio della cantante di musica country statunitense Loretta Lynn, pubblicato nel luglio del 1985.

## Tracce

### LP
Lato A
1. Stop the Clock – 1:53 (Bobby Braddock, Ron Hellard, Bucky Jones)
2. Heart Don't Do This to Me – 2:40 (Kin Vassy, Justin Wilde)
3. Wouldn't It Be Great – 2:57 (Loretta Lynn)
4. When I'm in Love All Alone – 4:20 (Dave Loggins, Judy Rodman)
5. I Can't Say It on the Radio – 2:47 (Chris Waters, Tom Shapiro)

Lato B
1. I'll Think of Something – 2:44 (Jerry Foster, Bill Rice)
2. Adam's Rib – 2:23 (Loretta Lynn)
3. Take Me in Your Arms and Hold Me – 2:49 (Tom Damphier)
4. Just a Woman – 3:01 (Stewart Harris, Carlotta McKee)
5. One Man Band – 2:30 (Don Roth, Timmy Tappan)

## Musicisti
- Loretta Lynn - voce
- Larry Byrom - chitarra
- Billy Joe Walker, Jr. - chitarra
- Reggie Young - chitarra
- Weldon Myrick - chitarra steel
- John Hobbs - tastiere
- Chip Hardy - tastiera
- Mark O'Connor - fiddle, mandola
- David Innis - sintetizzatore
- Gove Scrivenor - autoharp
- David Hungate - basso elettrico
- Matt Betton - batteria
- Donna Rhodes - accompagnamento vocale, cori
- Perry Rhodes - accompagnamento vocale, cori
- Ned Wimmer - accompagnamento vocale, cori
- Jana King - accompagnamento vocale, cori

Note aggiuntive
- Jimmy Bowen (per la Lynwood Productions) e Loretta Lynn - produttori
- Chip Hardy - assistente alla produzione
- Registrazioni effettuate al Emerald Studios di Nashville, Tennessee
- Ron Treat - ingegnere delle registrazioni
- Ron Treat, Bob Bullock e Chuck Ainlay - ingegneri delle registrazioni (sovraincisioni)
- Russ Martin, Tim Kish e Mark Coddington - secondi ingegneri delle registrazioni
- Mixato al Ground Star Laboratory
- Steve Tillisch - ingegnere mixaggio
- Simon Levy - art direction copertina album originale
- Peter Brill Nash - fotografia copertina album originale[4]

## Classifica
Album
| Anno | Classifica         | Posizione raggiunta |
| ---- | ------------------ | ------------------- |
| 1985 | Top Country Albums | 63                  |

Singoli
| Anno | Titolo del brano          | Classifica        | Posizione raggiunta |
| ---- | ------------------------- | ----------------- | ------------------- |
| 1985 | Heart Don't Do This to Me | Hot Country Songs | 19                  |
| 1985 | Wouldn't It Be Great      | Hot Country Songs | 72                  |
| 1986 | Just a Woman              | Hot Country Songs | 81                  |